# Dovber Schneuri
Dovber Schneuri (1773—1827) foi um rabino ortodoxo e  segundo rebe da dinastia chassídico de Chabad Lubavitch (1812—1827). Ele era filho de Shneur Zalman de Liadi, o fundador do movimento e era sogro de Menachem Mendel Schneersohn, o terceiro rebe. É também conhecido como o Mitteler Rebbe (iídiche: "rebe do meio").